# مطار أكادير المسيرة الدولي

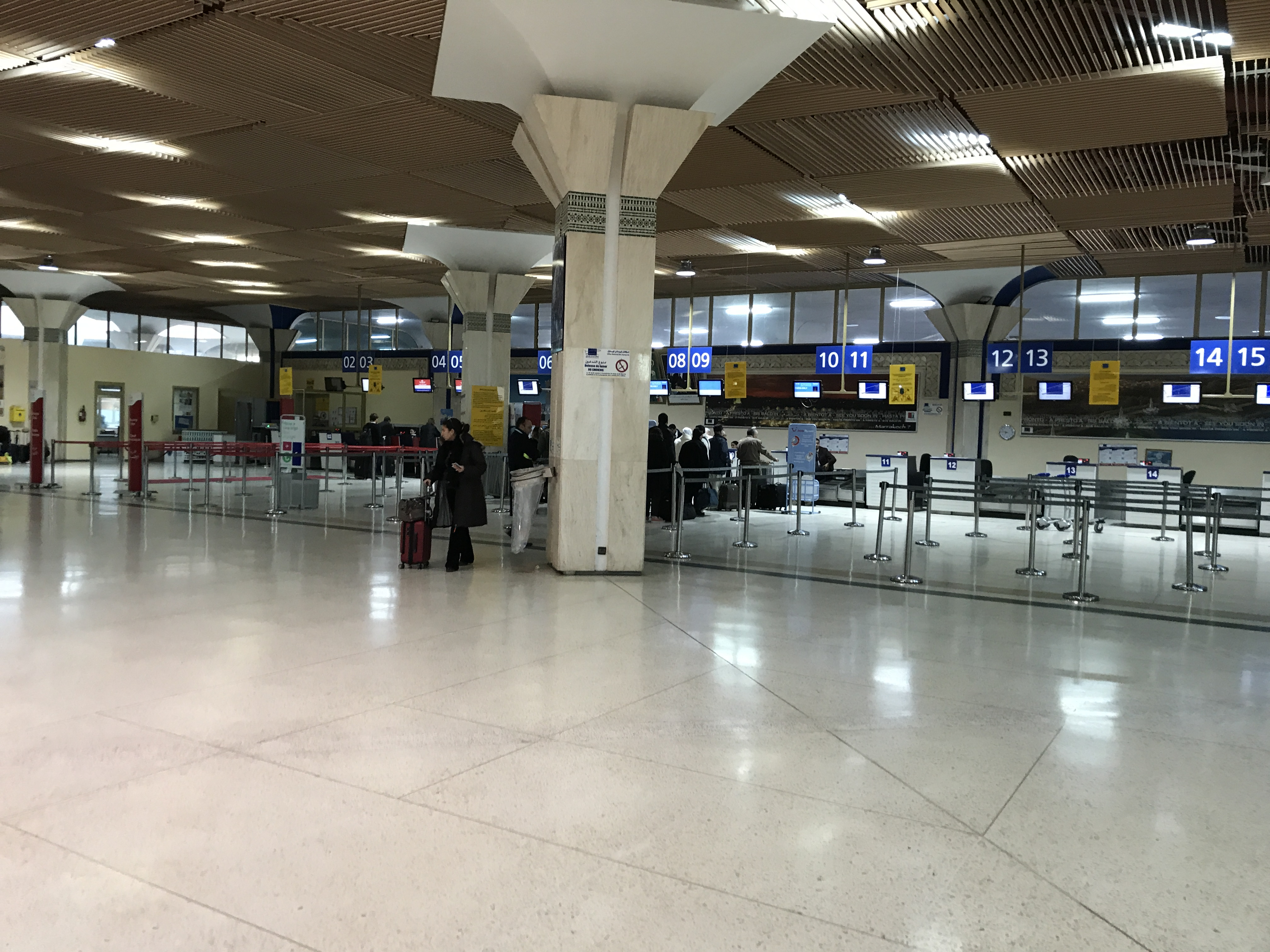
المكاتب الخاصة بإنجاز إجراءات السفر للمسافرون المغادرون من مطار أكادير

مطار أكادير المسيرة الدولي (إياتا: AGA، إيكاو: GMAD): هو مطار يقع في مدينة أكادير ويخدم جهة سوس ماسة في المغرب، يبعد المطار عن وسط مدينة أكادير بحوالي 20 كلم، ويقع على الطريق السريع الرابط بين أكادير وتارودانت. وحسب إحصائيات سنة 2023، يعتبر ثالث أكبر مطار بالمغرب من حيث عدد المسافرين، ويرتبط برحلات جوية داخلية نحو مدن مغربية بالإضافة إلى رحلات دولية لوجهات عديدة بأوروبا.

## تاريخ
إفتتح المطار عام 1991، وجاءت فكرة تسمية المطار من المسيرة الخضراء، وقد تم افتتاح المطار لتعويض المطار القديم مطار أكادير بنسركاو لكونه يقع بالقرب من المدينة وهو ما يتسبب في إزعاج للسكان بفعل أصوات هبوط وإقلاع الطائرات خصوصاً في الليل، بعد إنشاء مطار أكادير المسيرة تم تحويل المطار القديم إلى قاعدة جوية للقوات المسلحة الملكية المغربية.
في يوليوز 2016، حصل المطار على شهادة ترخيص المنشآت المطارية، نظراً لتوافق أنظمة التدبير المعتمدة من طرف المطار والمتعلقة بجوانب سلامة المنشآت مع المتطلبات التقنية والمعايير التنظيمية المعتمدة من طرف منظمة الطيران المدني الدولي.
في أكتوبر 2017، إفتتحت شركة العربية للطيران المغرب مركز عمليات لها بالمطار، وتم تدشين سبعة وجهات أوروبية (تولوز، مانشستر، ستوكهولم، كوبنهاغن، كولونيا، ميونخ، دبلن). ثم لاحقاً في 2018 أضافت الشركة وجهات أخرى من أكادير نحو بازل، برمينغهام، الرباط، فاس، طنجة. ومع نهاية عام 2019، أعلنت العربية للطيران المغرب عن إيقاف رحلاتها الدولية من أكادير بسبب قلة عدد المسافرين، وقامت الشركة بالإبقاء على الرحلات الداخلية فقط من أكادير إلى فاس، الرباط، وطنجة لكونها تعرف طلباً كبيراً لدى المسافرين.
في يوليوز 2021، أعلنت رايان إير عن توقيع إتفاقية لإفتتاح مركز عمليات لها بمطار أكادير إبتداءاً من نونبر من نفس السنة.
خلال سنة 2024، رفعت العربية للطيران المغرب من عدد الرحلات بين أكادير والرباط إلى 7 رحلات أسبوعياً.
مع نهاية سنة 2024، تجاوز عدد المسافرين بمطار أكادير المسيرة 3 مليون مسافر.

## تجهيزات المطار
- المحطة الجوية بمساحة 000 28 متر مربع وبطاقة استعابية 3 ملايين مُسافر في السنة.
- محطة الشحن الجوي بمساحة 342 1 متر مربع.
- موقف الطائرات بمساحة 000 170 متر مربع.
- المدرج بطول 200 3 متر وبعرض 45 متر.

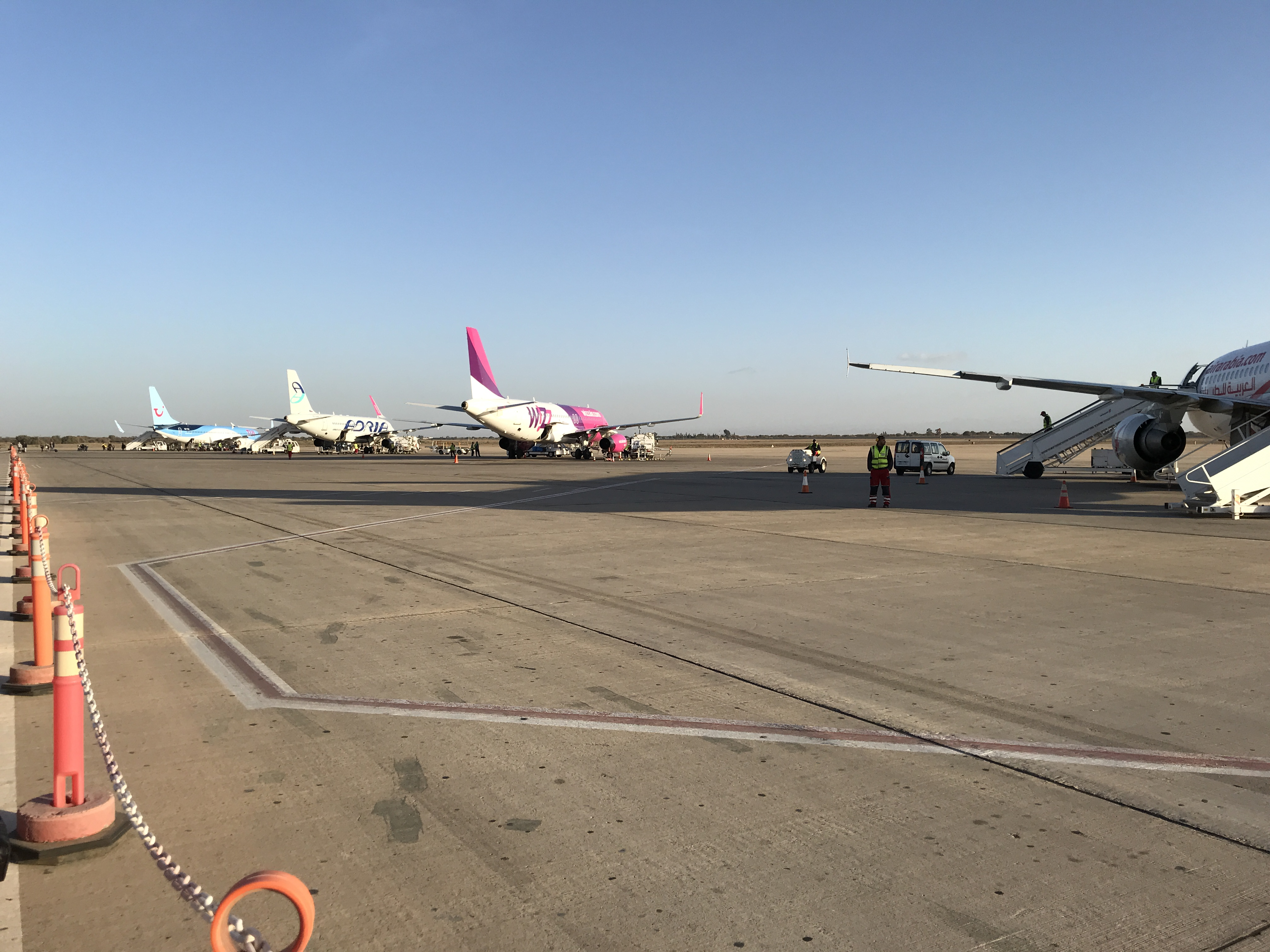
مواقف الطائرات بمطار أكادير المسيرة الدولي

## شركات الطيران
| شركات الطيران              | الوجهات (آخر تحديث: 29 ديسمبر 2024) |
| -------------------------- | --- |
| الخطوط الملكية المغربية    | الدار البيضاء - الداخلة - العيون - باريس رحلات موسمية: جدة |
| العربية للطيران المغرب     | طنجة - الرباط - فاس |
| رايان إير                  | - إسبانيا: مدريد - تينيريفي الجنوبي - فرنسا: بيربينيا - تولوز - مارسيليا - نانت - ستراسبورغ - باريس بوفيه تيه - إيطاليا: ميلان - ألمانيا: فرانكفورت هان - ويزي - كارلسروه/بادن-بادن - وجهات آخرى: فيينا - كراكوف - فروتسواف - بروكسل شارلروا الجنوب - دبلن |
| رايان إير المملكة المتحدة  | لندن ستانستد - مانشستر - بورنموث - برمينغهام |
| الخطوط الجوية البريطانية   | لندن غاتويك |
| ويز إير المملكة المتحدة    | لندن غاتويك |
| جيت تو                     | لندن ستانستد - بريستول - برمينغهام - مانشستر - ليدز برادفورد |
| إيزي جيت                   | جنيف - بازل - برلين - لندن غاتويك - لندن لوتن - بريستول - مانشستر - باريس - ليون - نيس - لشبونة |
| توي للطيران                | لندن غاتويك - برمينغهام - مانشستر |
| توي فلاي ألمانيا           | فرانكفورت - دوسلدورف |
| توي فلاي بلجيكا            | باريس أورلي - ليل - بروكسل |
| ترانسافيا فرنسا            | باريس أورلي - ليون - نانت - بوردو |
| فولوتيا                    | نانت - ليل |
| فيولينغ                    | باريس أورلي |
| بينتر كنارياس              | غران كناريا |
| إديلويس إير                | زيورخ |
| كوندور                     | ميونخ - فرانكفورت - دوسلدورف - هامبورغ |
| يورو وينجز                 | شتوتغارت - دوسلدورف |
| لوكس إير                   | لوكسومبورغ |
| الخطوط الجوية النرويجية    | كوبنهاغن - ستوكهولم - أوسلو - هلسنكي |
| الخطوط الجوية الإسكندنافية | كوبنهاغن - ستوكهولم |
| طيران البلطيق              | ريغا |
| السعودية                   | رحلات موسمية: جدة - المدينة |

## الخدمات

### مواقف السيارات
يتوفر المطار على موقف خاص بالسيارات، تبدأ أسعاره من 6 دراهم للساعة، و36 درهم لمدة 24 ساعة.

### النقل والمواصلات
تتوفر سيارات الأجرة الكبيرة أمام بوابة الوصول في المطار على مدار اليوم بسعر 200 درهم إلى وسط مدينة أكادير، كما توجد حافلات ألزا تربط المطار بشاطئ أكادير وتمر في رحلتها أمام العديد من الفنادق المصنفة في مدينة أكادير، يبلغ سعر تذكرتها 50 درهم.
كما يمكن للمسافرين أيضاً استخدام سيارات الأجرة الكبيرة المتوقفة في مدارة المطار بحي إخوربان بالقرب من محطة افريقيا بسعر جد منخفض حوالي ستة دراهم للشخص الواحد للتوجه إلى محطة إنزكان، لكنه يبقى اختيار للمسافرين الذين لا يتوفرون على حقائب كبيرة نظراً لبعد المدارة عن مبنى المطار.
انطلاقاً من المحطة الطرقية لإنزكان، يمكن كدلك استخدام سيارات الأجرة الرابطة بين إنزكان وتارودانت، بسعر 35 درهم، والنزول في مدارة المطار، ثم المشي 5 دقائق للوصول للمحطة الجوية.

### تأجير السيارات

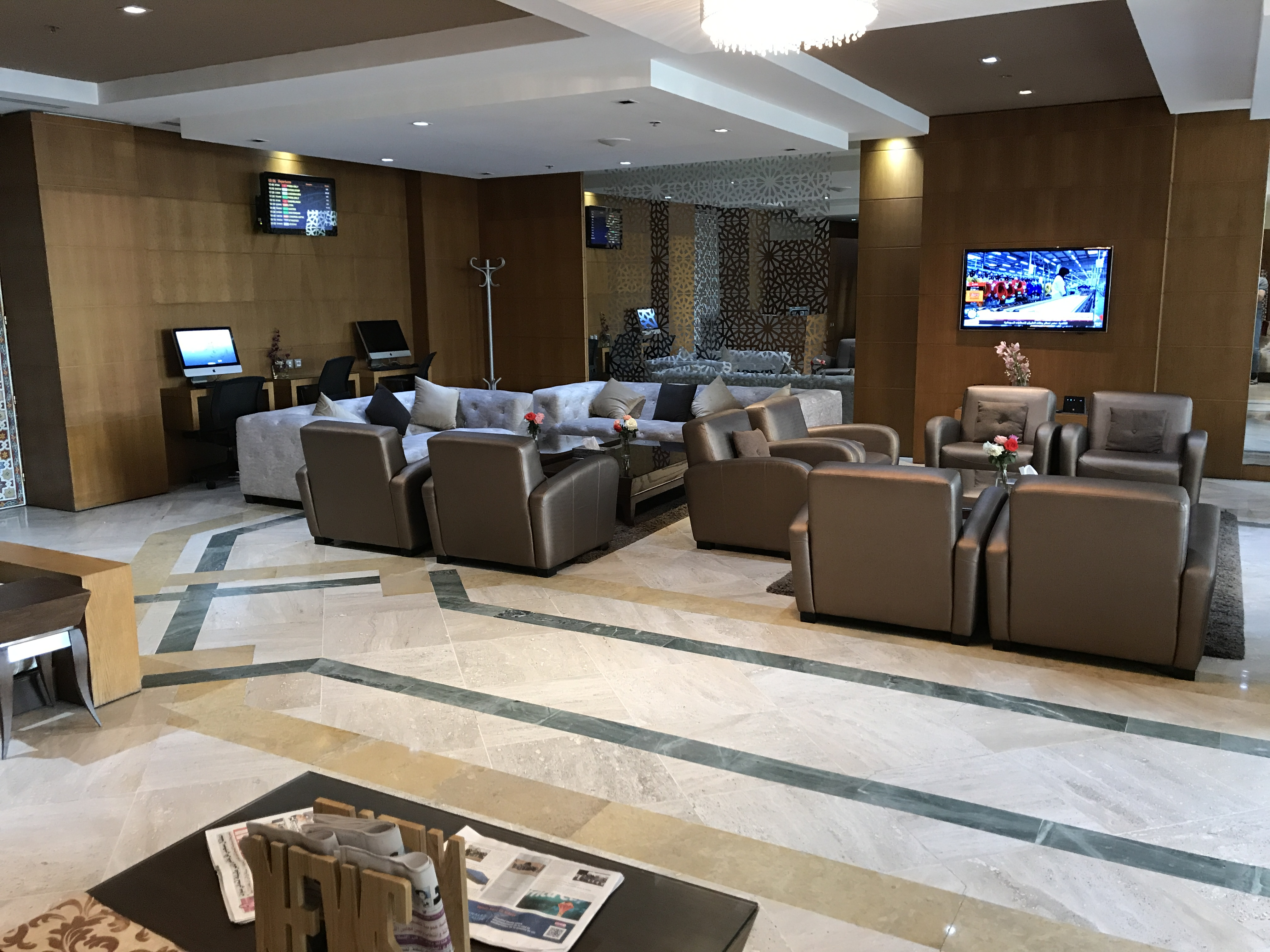
صالة درجة الأعمال الرحلات الداخلية في مطار أكادير المسيرة

يوجد بالمطار العديد من وكالات تأجير السيارات العالمية، يمكن حجزها مباشرة من المطار أو من خلال مواقعها الالكترونية.

### صالات المطار
- صالة درجة الأعمال - الخطوط الملكية المغربية (الرحلات الداخلية)
- صالة بيرل (الرحلات الدولية)

### المقاهي والمطاعم
أغلبها متوفرة بالنسبة للمسافرين على الرحلات الدولية، كما توجد بعض العلامات التجارية المشهورة مثل: بول، فينيزيا آيس، إيلي، ومايمانا.

### التموين
تتكلف شركة أطلس سورف إير التابعة للخطوط الملكية المغربية بعملية تموين الوجبات لشركات الطيران.

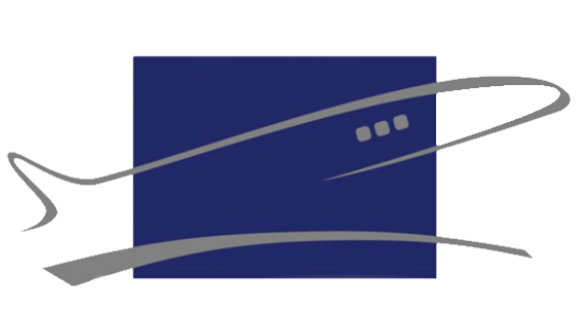
إحصائيات عدد المسافرين في المطارات المغربية، يتم نشرها بشكل شهري وسنوي في الموقع الرسمي للمكتب الوطني للمطارات

## انظر أيضاً

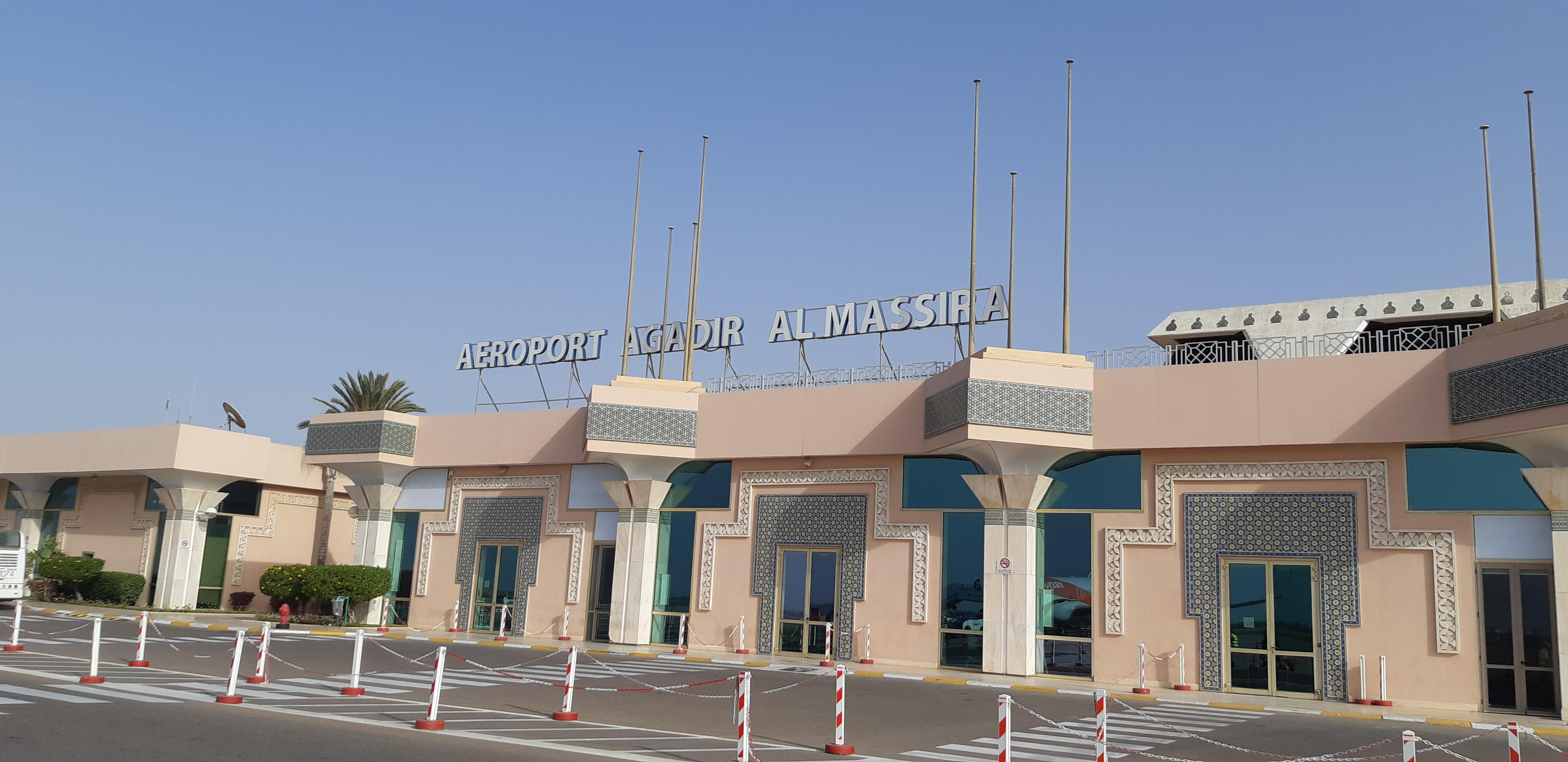
مطار أكادير المسيرة الدولي

## إحصائيات
حركة المسافرين:
| 2012      | 2013      | 2014      | 2015      | 2016      | 2017      | 2018      | 2019      | 2020    | 2021    | 2022      | 2023      |
| --------- | --------- | --------- | --------- | --------- | --------- | --------- | --------- | ------- | ------- | --------- | --------- |
| 931 384 1 | 341 479 1 | 447 467 1 | 945 407 1 | 173 334 1 | 244 544 1 | 344 922 1 | 040 009 2 | 566 587 | 048 605 | 860 774 1 | 045 304 2 |
|           | ▲         | ▼         | ▼         | ▼         | ▲         | ▲         | ▲         | ▼       | ▲       | ▲         | ▲         |